# غونزالو رودريغيز (لاعب كرة قدم أرجنتيني)
غونزالو رودريغيز (بالإسبانية: Gonzalo Rodríguez)‏ هو لاعب كرة قدم أرجنتيني، ولد في 4 أكتوبر 1997. لعب مع فيليز سارسفيلد.